# Lluís Plantalamor Massanet
Lluís Plantalamor Massanet (Palma, 1949) és un arqueòleg i prehistoriador mallorquí que ha desenvolupat bona part de la seva carrera professional a Menorca.
Va ser deixeble de Guillem Rosselló Bordoy, adaptant a la prehistòria menorquina l'esquema cronològic que Rosselló havia desenvolupat per l'illa de Mallorca. La tesi doctoral de Plantalamor, llegida a la Universitat de Barcelona el 1990, tracta sobre l'arquitectura prehistòrica i protohistòrica menorquina, i va ser publicada en forma de llibre pel Museu de Menorca.
Va ocupar el càrrec de director-conservador del Museu de Menorca entre el 1977 i la seva jubilació, el 2014. Sota la seva direcció, el Museu de Menorca va desenvolupar una important línia de recerca sobre la prehistòria de l'illa i de publicació dels resultats obtinguts. És membre fundador de l'Institut Menorquí d'Estudis.
Ha realitzat intervencions arqueològiques a Menorca (Trepucó, Torre d'en Galmés, So na Caçana, sepulcre de Son Olivaret, hipogeus de Biniai Nou, Cornia Nou) a Mallorca (dolmen de Son Real) i les Pitiüses (sepulcre megalític de Ca na Costa). Ha col·laborat amb institucions de Sardenya, com la Universitat de Sàsser, en l'estudi de les relacions mediterrànies a la prehistòria.